# Chiesa di Santa Brigida (Calolziocorte)
La chiesa di Santa Brigida è la parrocchiale e principale luogo di culto cattolico di Lorentino, frazione di Calolziocorte, dedicata a santa Brigida d'Irlanda. Innalzata a parrocchiale il 15 settembre 1490, a fine Novecento fu unita alla chiesa dedicata all'Immacolata Concezione di Maria Santissima di Sopracornola.

## Storia
La conformazione della chiesa la daterebbe nella sua originaria costruzione al XV secolo, edificata su quella che doveva essere una precedente struttura militare medioevale fortificata, o come indicherebbe un'antica lapide risalente al I secolo su un antico tempio dedicato alla dea Diana.
Il campanile posto sulla facciata, diventando poi l'ingresso stesso all'aula, è nella sua base, un'antica torre sfregiata.
Donato Calvi nel suo Effemeride sacra profana di quanto di memorabile sia successo in Bergamo del 1676 documentò che il 15 settembre 1490 la chiesa di Lorentino fu smembrata da quella di Carenno con decreto dell'arcivescovo di Milano Giovanni Arcimboldi e consacrata alla santa alla presenza suffraganeo Rolando di Rovescle. La chiesa fu spostata dalla diocesi milanese a quella di Bergamo nel 1784 alla pieve di Olginate. Il comune di Calolziocorte con le sue frazioni nel 1992 passo dalla provincia bergamasca a quella di Lecco, ma la chiesa è rimasta sotto la diocesi di Bergamo.
XIX secolo vide l'edificio ampliare con lavori di mantenimento su progetto dell'architetto Giuseppe Bovara. Nel 1842 fu ricostruito il porticato esterno. Nella seconda metà del XX secolo furono eseguiti lavori che riportarono alla luce le antiche pietre vive degli archi a sesto acuto con opere di manutenzione e mantenimento della sagrestia e dell'aula. La comunità festeggia il giorno patronale il 1 febbraio.

## Descrizione
La chiesa è posta su un'altura e non presenta nella parte frontale la tradizionale facciata, proprio per la presenza della torre campanaria che presente nella parte centrale, il portale d'accesso. Il lato destro dell'edificio è completato dal porticato avente quattro aperture a arco a tutto sosto sostenute da colonne terminanti con capitello dorico. L'aula è divisa in tre campate da due archi a sesto acuto, aventi contorni in blocchi di pietra viva, che sostengono la copertura lignea a capanna, e che poggiano su pilastrini. La parte presbiteriale presenta caratteristiche architettoniche di epoche successive. La cupola centrale con lanterna porta luce all'altare maggiore. L'abside semicircolare conserva il coro ligneo. Gli altari delle navate non sono corrispondenti, ma si alternano nell'aula.
La controfacciata ha l'apertura destra ed è completata dall'organo sulla parte superiore.